# Bahía de Carbis
Bahía de Carbis (en inglés, Carbis Bay; córnico, Karrbons) es un pueblo y lugar de veraneo en Cornualles, Reino Unido. Queda una milla al sur de St. Ives en el lado occidental de la bahía de St. Ives en la costa atlántica.
La bahía de Carbis es casi contigua con la de St. Ives pero a menudo es considerada como parte de Lelant, un asentamiento más antiguo que queda una milla al sur. El censo de 2001 dio una población combinada de Bahía de Carbis/Lelant de 3.482 personas. El pueblo queda sobre la bahía, rodeada por el oeste por la punta de Porthminster y al este por la punta de Hawke, que rodea una popular playa familiar por la que recibe su nombre el pueblo. La bahía forma parte de la más amplia bahía de St. Ives. Wheal Providence en la bahía de Carbis es la localidad tipo del mineral conelita.

## Popularidad
La bahía de Carbis es popular entre los turistas, atraídos por el Sendero de la Costa Sudoeste que atraviesa la villa, el más largo sendero nacional en el Reino Unido, y por el bello lugar vecino de punta de Hawke. Además, el pintoresco ferrocarril de la línea de la bahía de St. Ives, una de las pocas líneas secundarias que obtiene beneficios en el Reino Unido, también da servicio al pueblo.

## Estructuras notables
- El Monumento Knill, conocido localmente como "The Steeple", un monumento de quince metros de alto dedicado a John Knill, alcalde del cercano St. Ives durante el siglo XVIII, se alza en una ladera detrás del pueblo.
- La iglesia parroquial (dedicado a san Anta y Todos los Santos) contiene un carillón de diez campanas: el carillón más grande en una iglesia parroquial córnica.[4]

## Escuelas
- St Uny Primary School una escuela de la Iglesia de Inglaterra voluntariamente controlada por la diócesis de Truro, situada en la bahía de Carbis.

## Transporte

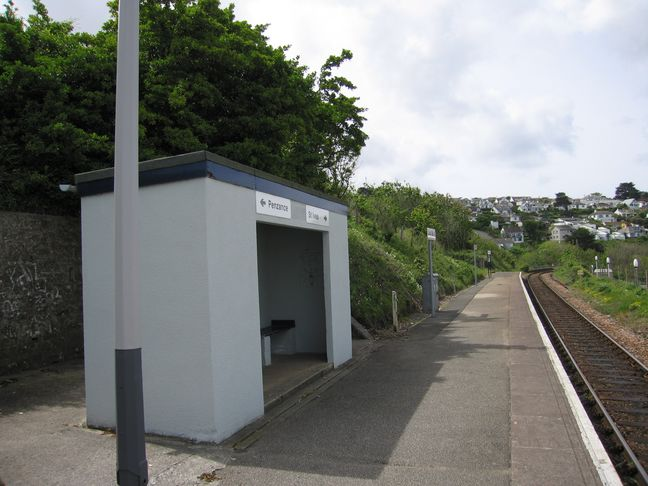
Estación de ferrocarril de la bahía de Carbis.

La estación de ferrocarril de la bahía de Carbis está convenientemente situada en el acantilado por encima de la playa. Está en la línea de la bahía de St. Ives, que la conecta con St. Ives, Lelant y St. Erth. La estación de St. Erth es la conexión con la línea principal a Paddington en Londres.
Para evitar la congestión, muchos coches están aparcados en el Park and Ride de la estación de ferrocarril de Lelant Saltings. Muchos coches también viajan a través de la bahía de Carbis para llegar a St. Ives.